# إلغيتا
بلدية إلغيتا (بالإسبانية: Elgueta) هي بلدية تقع في مقاطعة غيبوثكوا التابعة لمنطقة إقليم الباسك شمال إسبانيا.

## الديموغرافيا
بلغ عدد سكان بلدية إلغيتا 1.106 نسمة عام 2011 (وفقاً للمعهد الوطني للإحصاء الإسباني).
| 982 | 973 | 959 | 1.027 | 1.051 | 1.069 | 1.106 |

## أعلام
- خوسو إتسكانيز